# Podstolice (województwo małopolskie)
Podstolice – wieś w Polsce, położona w województwie małopolskim, w powiecie wielickim, w gminie Wieliczka.

## Położenie
Wieś znajduje się we wschodniej części Pogórza Wielickiego w pobliżu Krakowa. Ma charakter rolniczy; domy w zwartej zabudowie.
W latach 1975–1998 miejscowość administracyjnie należała do województwa krakowskiego.

## Integralne części wsi
| SIMC    | Nazwa    | Rodzaj    |
| ------- | -------- | --------- |
| 0341250 | Polanki  | część wsi |
| 0341267 | Szwaby   | część wsi |
| 0341273 | Zamłynie | część wsi |

## Nazwa
Nazwa wsi „Podstolice”, mająca swoje początki w końcu XVI wieku, ma swoją genezę w fakcie, iż jej mieszkańcy stanowili personel pomocniczy każdorazowego podstolego – urzędnika ucztowego na dworze królewskim. Wśród mieszkańców znana jest również inna interpretacja nazwy, nie posiadająca jednak żadnych podstaw onomastycznych: Podstolice to jedna z pierwszych wiosek pod stolicą, czyli Krakowem.

## Historia
W 1387 roku Władysław Jagiełło wystawił dokument, nadający tej wiosce przywilej prawa niemieckiego w odmianie średzkiej. Podstolice były wtedy własnością wiernego rycerza Jagiełły, Piechny z Obla. Kolonizacja wsi na prawie niemieckim pojawiła się w Polsce już pod koniec XII wieku jako wynik wielkiego ruchu emigracyjnego. W roku 1511 na prośbę dzierżawcy Podstolic, Macieja z Miechowa, doktora medycyny i kanonika krakowskiego, król Zygmunt I potwierdził i odnowił w całości przywilej z 1387 roku.

## Zabytki
Obiekt wpisany do rejestru zabytków nieruchomych województwa małopolskiego.
- Kościół parafialny pw. Wniebowzięcia NPM, dzwonnica, otoczenie w obrębie otoczenia.

Inne
- Cmentarz choleryczny;
- rzeźba św. Jana Nepomucena;
- figura Wszystkich Świętych z 1872 roku;
- posąg Chrystusa Bolesnego;
- figura Matki Bożej Niepokalanie Poczętej.

## Galeria zdjęć

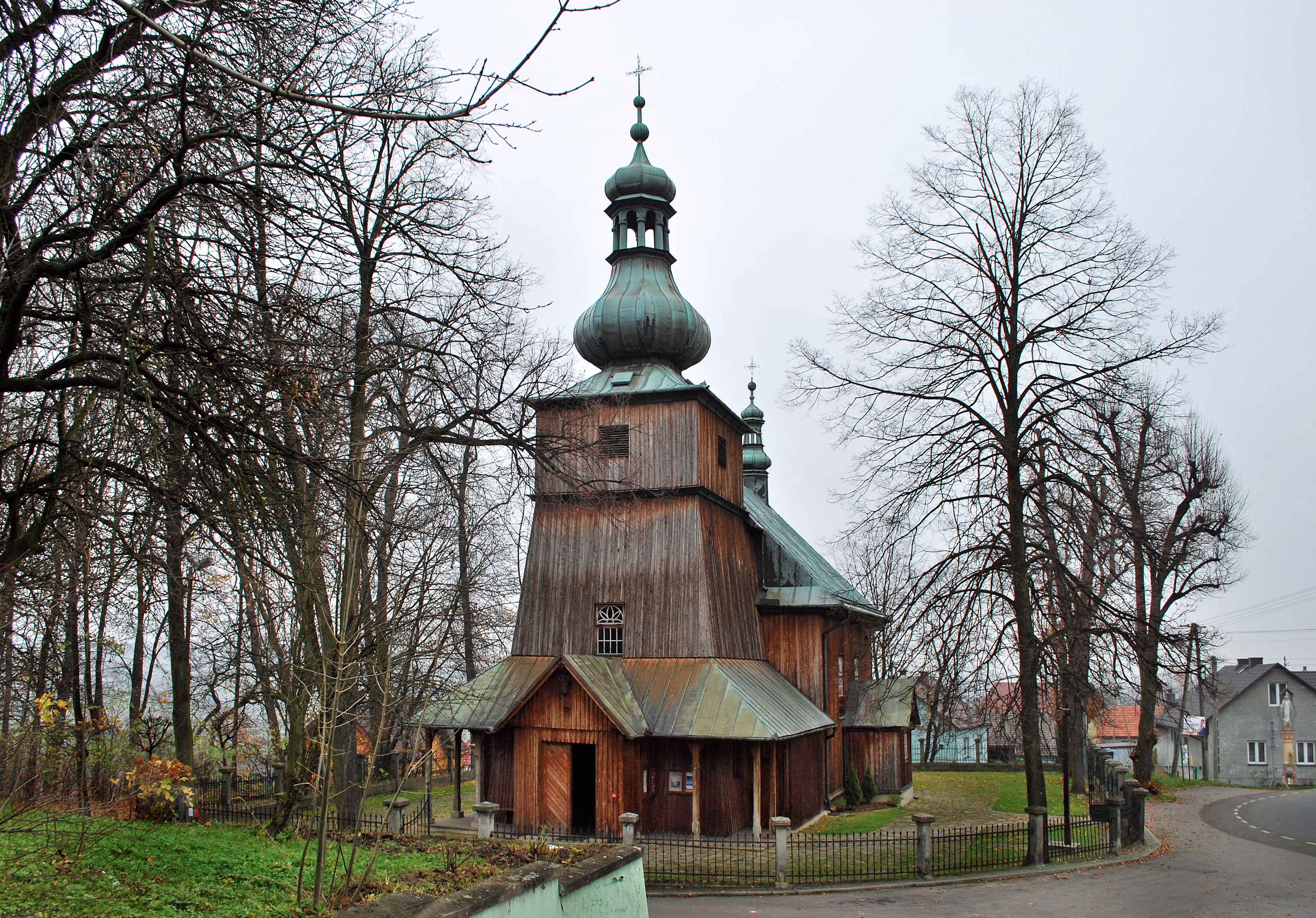
Kościół w Podstolicach
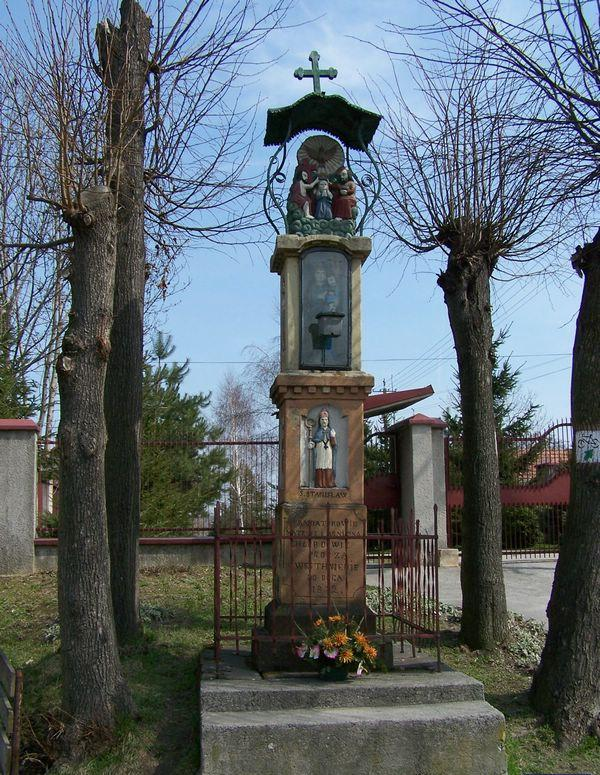
Figura Wszystkich Świętych

## Infrastruktura
- Ochotnicza straż pożarna założona w 1912 roku;
- Szkoła Podstawowa im. św. Kingi.

## Kultura
Orkiestra Dęta „Podstolice” oraz dziewczęcy chór „Ziarenko” 

## Parafia
Parafia Podstolice należy do najstarszych w archidiecezji krakowskiej (1291). Należą do niej wierni z Podstolic oraz Ochojna. Kościół pw. Ducha Świętego wybudowano w 1870 roku na miejscu poprzedniego, z którego przeniesiono trzy ołtarze. Na terenie parafii znajduje się cmentarz przykościelny. Parafia należy do dekanatu Kraków-Borek Fałęcki.

## Sport
Od stycznia 2010 roku działa tam druga, po Sieprawiu w powiecie myślenickim, stacja narciarska w Małopolsce położona poza pasmem Karpat. Stok znajduje się 18 km od centrum pobliskiego Krakowa.